# Alpha Dog
Alpha Dog är en amerikansk film från 2006, skriven och regisserad av Nick Cassavetes. Filmen hade premiär den 12 januari 2007 i USA. Den har i USA fått MPAA-klassificering "R" (=Restricted, vilket innebär att personer under 17 år ej får tillträde utan medföljande föräldrar). Skälet till detta är filmens innehåll av omfattande drogbruk, grovt språk, kraftigt våld, sex och nakenbilder.
Filmen är baserad på den sanna händelse som medförde att Jesse James Hollywood blev den yngsta någonsin att hamna på FBI:s most wanted-lista.

## Handling
Johnny Truelove (Emile Hirsch) hamnar i bråk med Jake Mazursky (Ben Foster) efter att Jake sabbat en drogleverans som Johnny hade planerat. Efter viss dispyt trappas konflikten upp och det slutar med att Johnny kidnappar Jakes 15-åriga lillebror Zack (Anton Jeltjin). För Zack blir det inte lika dramatiskt som omvärlden trott utan han får hänga med grabbarna och festa och ser sig inte alls som ett offer. Snart börjar kidnappningen få oanade konsekvenser och när Johnny får reda på att det lilla pojkstrecket de nyss gjort kan ge livstids fängelse börjar han tänka allt annat än rationellt. 

## Rollista
| Emile Hirsch       | – Johnny Truelove             |
| Justin Timberlake  | – Frankie "Nuts" Ballenbacher |
| Shawn Hatosy       | – Elvis Schmidt               |
| Anton Jeltjin      | – Zack Mazursky               |
| Ben Foster         | – Jake Mazursky               |
| Sharon Stone       | – Olivia Mazursky             |
| Chris Marquette    | – Keith Stratten              |
| Dominique Swain    | – Susan Hartunian             |
| Alex Solowitz      | – Bobby "911" Kaye            |
| Fernando Vargas    | – Tiko "TKO" Martinez         |
| Olivia Wilde       | – Angela Holden               |
| Bruce Willis       | – Sonny Truelove              |
| Amanda Seyfried    | – Julie Beckley               |
| Vincent Kartheiser | – Pick Giaimo                 |
| Lukas Haas         | – Buzz Fecske                 |
| Heather Wahlquist  | – Wanda Haynes                |
| Harry Dean Stanton | – Cosmo Gadabeeti             |
| David Thornton     | – Butch Mazursky              |
| Charity Shea       | – Sabrina Pope                |
| Holt McCallany     | – Detective Tom Finnegan      |
| Amber Heard        | – Alma                        |
| Matthew Barry      | – The Interviewer             |